# Pátzcuaro
Pátzcuaro är en kommunhuvudort i Mexiko.   Den ligger i kommunen Pátzcuaro och delstaten Michoacán de Ocampo, i den södra delen av landet, 260 km väster om huvudstaden Mexico City. Pátzcuaro ligger 2 153 meter över havet och antalet invånare är 49 016.
Terrängen runt Pátzcuaro är kuperad söderut, men norrut är den platt. Terrängen runt Pátzcuaro sluttar norrut. Runt Pátzcuaro är det ganska tätbefolkat, med 179 invånare per kvadratkilometer. Pátzcuaro är det största samhället i trakten. I omgivningarna runt Pátzcuaro växer huvudsakligen savannskog.